# Kock (gemeente)
De gemeente Kock is een stad- en landgemeente in het Poolse woiwodschap Lublin, in powiat Lubartowski.
De zetel van de gemeente is in Kock.
Op 30 juni 2004 telde de gemeente 6841 inwoners.

## Oppervlakte gegevens
In 2002 bedroeg de totale oppervlakte van gemeente Kock 100,62 km², waarvan:
- agrarisch gebied: 71%
- bossen: 17%

De gemeente beslaat 7,8% van de totale oppervlakte van de powiat.

## Demografie
Stand op 30 juni 2004:
| Omschrijving                   | Totaal | Totaal | Vrouwen | Vrouwen | Mannen | Mannen |
| ------------------------------ | ------ | ------ | ------- | ------- | ------ | ------ |
| eenheid                        | aantal | %      | aantal  | %       | aantal | %      |
| inwoners                       | 6841   | 100    | 3443    | 50,3    | 3398   | 49,7   |
| bevolkingsdichtheid (inw./km²) | 68     | 68     | 34,2    | 34,2    | 33,8   | 33,8   |

In 2002 bedroeg het gemiddelde inkomen per inwoner 1413,01 zł.

## Plaatsen
Annopol, Annówka, Białobrzegi, Białobrzegi-Kolonia, Bożniewice, Górka, Lipniak, Poizdów, Poizdów-Kolonia, Ruska Wieś, Talczyn, Talczyn-Kolonia, Wygnanka, Zakalew.

## Aangrenzende gemeenten
Borki, Firlej, Jeziorzany, Michów, Ostrówek, Serokomla